# Hyalotekite
La hyalotekite è un minerale.